# 陵江乡
陵江乡，是中华人民共和国四川省阿坝藏族羌族自治州九寨沟县曾经下辖的一个乡。2019年12月，撤销陵江乡，将其所属行政区域划归黑河镇管辖。

## 行政区划
陵江乡撤销前下辖以下地区：
七里村、岩里村、大叶子村、吊坝村、羌活村和河口村。